# Banca di Spagna
Il Banco de España è la banca centrale spagnola. Fa parte integrante del sistema europeo delle banche centrali. A partire dal 1999, anno in cui la Spagna adottò l'Euro come moneta nazionale, non è più responsabile della politica monetaria nazionale.

## Storia
Il Banco de España ha una lunga storia che trae le proprie origini nel XVIII secolo.

### IlBanco Nacional de San Carlos
Nel 1782 il re Carlo III creò a Madrid una società per azioni, di cui erano proprietari istituzioni e privati. I principali uomini politici dell'epoca, come il primo segretario di Stato, conte Floridablanca, il secretario de Estado de Hacienda Miguel Múzquiz, e il Fiscal del Consejo de Castilla Pedro Rodríguez de Campomanes, appoggiarono la fondazione di questo istituto bancario. Benché non fosse un "banco pubblico", godeva della protezione della Corona e manteneva stretti rapporti finanziari con lo Stato. Questo banco si chiamò Banco Nacional de San Carlos.
Il principale compito del Banco Nacional de San Carlos era lo sconto dei vales reales in moneta metallica. I vales reales erano titoli del debito pubblico i quali oltre che assicurare un reddito determinato al possessore, avevano potere liberatorio nei grossi pagamenti, motivo per cui sono considerati la prima forma di cartamoneta esistita in Spagna. Il Banco Nacional de San Carlos aveva inoltre il compito di scontare le lettere di cambio e gli effetti di commercio, di concedere prestiti con garanzia e di finanziare lo Stato.
Nell'anno successivo alla fondazione il Banco comuniciò a emettere i primi biglietti chiamati cédulas. Queste cedole garantivano un rimborso immediato in moneta metallica presso il banco emittente. Le cedole venivano pagate a vista al portatore e non producevano interessi, a differenza dei vales reales. La convertibilità dei biglietti di banca durò fino alla Guerra civile spagnola, di conseguenza tutte le banconote recavano la scritta "Il Banco de España pagherà al portatore...". La frase sopravvisse fino al 1976, ma in realtà aveva perduto valore legale a partire dalla legge del 1939.
Tuttavia, le cedole non ebbero successo a causa dell'abbondanza di argento circolante in Spagna alla fine del Settecento e all'inizio dell'Ottocento, nonché a causa dell'esistenza dei vales reales.
Nel 1790 i direttori del Banco furono rimossi a causa di rilevanti perdite.
Fra il 1793 e il 1814 la Spagna fu coinvolta da una serie di guerre che stremarono il Banco e lo misero in serie difficoltà, soprattutto a causa del pesante debito contratto con il Banco dal Tesoro durante venti anni di conflitti. Finalmente, nel 1829 fu trovata la soluzione al debito: prima ancora di adottare certi strumenti finanziari innovativi, il Banco fu dotato di un fondo di quaranta milioni di reali.

### IlBanco Español de San Fernando
Con questo aiuto gli azionisti decisero di fondare un nuovo istituto con il nome di Banco Español de San Fernando (in onore del re Ferdinando VII). Il nuovo banco ottenne il privilegio di stampare banconote in regime di monopolio a Madrid. Durante quindici anni il Banco mantenne una continua attività bancaria nella capitale, con particolare attenzione alle necessità finanziarie del Tesoro, negli anni in cui finanziava il nascente regime liberale e specialmente negli anni della prima guerra carlista.
Nel 1844 il Governo autorizzò l'apertura di un secondo banco d'emissione a Madrid, il Banco de Isabel II. nello stesso anno fu autorizzato un banco d'emissione anche a Barcellona e nel 1846 a Cadice. Ognuno di questi banchi stampava i propri biglietti e li metteva in circolazione nei propri ambiti locali.
Entro tre anni, in piena crisi finanziaria internazionale del 1847, il Governo decise di risolvere le difficoltà attraversate dalle banche di emissione di Madrid, soprattutto dal Banco de Isabel II, mediante la fusione delle stesse. L'istituto risultante da questo processo conservò il nome die Banco Español de San Fernando. Le conseguenze della crisi furono durature e dopo diverse modifiche legislative, fu attuato, fra il 1851 e il 1856, un esemplare risanamento finanziario dell'istituto.

### IlBanco de España
Dopo la Rivoluzione spagnola del 1854, la legislazione bancaria del 1856, di ispirazione nettamente liberale, permise, fra l'altro, che il Banco de San Fernando cambiasse il nome in Banco de España. Nonostante il nome, l'istituto operava solo a Madrid: nel 1858 furono aperte le succursali a Valencia e Alicante. Altre diciannove città ebbero i propri banchi di emissione e di sconto nel periodo fra il 1856 e il 1874: fra di esse i maggiori centri mercantili e industriali, come Barcellona, Bilbao, Malaga, Siviglia, Saragozza, Valladolid e Santander.
Nel 1874 le necessità finanziarie causate dal contemporaneo impegno nella Terza guerra carlista e nella Guerra dei dieci anni a Cuba, obbligarono il ministro delle finanze (Ministro de Hacienda) della Prima Repubblica spagnola a decretare la fusione delle banche di emissione locali con il Banco de España. Alle banche d'emissione locali fu però consentito di scegliere di continuare la propria attività commerciale e creditizia, rinunciando all'emissione delle banconote, il cui monopolio in tutto il territorio nazionale fu riservato da allora in poi al Banco de España. Le banche che scelsero la seconda possibilità furono i Banchi di Barcelona, Bilbao, Reus, Santander e Tarragona. A questi istituti, in cambio della rinuncia al diritto di emissione, il Banco de España concesse un prestito di 150 milioni di pesetas.

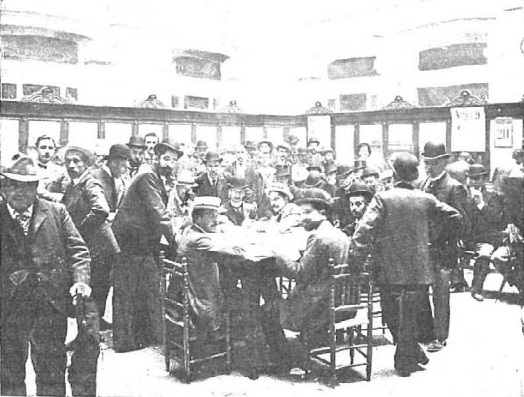
Salone del Banco de España con agenti di cambio che trattano titoli di stato nel 1902

A partire da quel momento il Banco de España stabilì una fitta rete di agenzie in tutta la nazione, a cominciare dai banchi d'emissione assorbiti. A fine Ottocento c'erano già più di cinquanta succursali in tutti i capoluoghi di provincia e in qualche altra città di importanza commerciale. Il Banco de España continuava ad essere una società per azioni privata, benché il Governatore fosse nominato dal Governo. Il Banco si occupava dell'emissione delle banconote e della concessione di prestiti al Tesoro, ma svolgeva anche attività di prestito e sconto di effetti ai privati.
Con la legge bancaria del 1921 il Banco de España si consacrò come prestatore di ultima istanza (o più popolarmente "banca delle banche"), sviluppando d'accordo col Governo nuovi strumenti di politica monetaria.
Allo scoppio della Guerra civile spagnola con le riserve auree del Banco de España di Madrid il Fronte Popolare pagò in contanti le armi ricevute dalla Unione Sovietica e dalla Francia. Mentre i nazionalisti fondarono il proprio Banco de España a Burgos.
Con l'istaurazione del regime Franchista nel 1939 il Banco de España perse competenze e autonomia a favore del Ministero delle Finanze (Ministerio de la Hacienda). Nel 1939 fu fondato l’Instituto Español de Moneda Extranjera, che ebbe il monopolio del cambio ufficiale della peseta nel territorio nazionale. La legge bancaria del 1946 diede al Governo la competenza in materia di politica monetaria, e quindi la fissazione dei tassi di interesse e sconto , attivi e passivi, che dovevano essere applicati dalle banche spagnole. 
Nello stesso anno fu fondato il poligrafico dello stato (Fábrica Nacional de Moneda y Timbre).
Nel 1962 la nuova legge bancaria, emanata nell'ambito della liberalizzazione dell'economia spagnola iniziata nel 1959, decise la nazionalizzazione del Banco de España, che cessò le attività di banca privata.
Con il ritorno alla Democrazia due leggi hanno concesso al Banco libertà e flessibilità in politica monetaria: la riforma dello statuto del Banco nel 1980 e nel 1994 la legge di autonomia, emanata in ottemperanza al Trattato di Maastricht.
A partire dal 1998 il Banco de España è integrato nel Sistema europeo delle banche centrali.

## Edificio
L'angolo sudoccidentale della piazza è presieduto dalla sede centrale del Banco de España, inaugurata nel 1891, nove anni dopo che il re Alfonso XII di Spagna collocasse la prima pietra. L'edificio fu progettato da Eduardo Adaro Magro e Severiano Sainz de la Lastra, che contarono su di un budget a disposizione di circa 15.300.000 pesetas. Parteciparono ai lavori anche Aníbal Álvarez Bouquel, Alejandro Herrero e Bernardo Asins, tra gli altri. Quest'ultimo fu l'autore della porte di ferro.
Durante il XX secolo, vennero effettuati tre ampliamenti. Il primo de essi avvenne tra il 1930 e il 1934 e il secondo tra il 1969 e il 1975. Il più recente, terminato nell'anno 2006, fu progettato da Rafael Moneo. Tutti questi interventi hanno rispettato i confini originali dell'edificio.